# Ballata (poesia)
La ballata è una forma di poesia chiamata anche canzone a ballo perché destinata al canto e alla danza, è un componimento che si trova in tutte le letterature di lingua romanza e ha una particolare struttura.
Inoltre era particolarmente caratteristica della poesia popolare Britannica e Irlandese dal periodo del Tardo medioevo fino al 1800; usata ampiamente in Europa e più tardi in America, Australia e in Nordafrica. Questo tipo di poesia fu spesso utilizzata dai poeti e dai compositori a partire dal 1700 per produrre ballate liriche e ballate popolari.

## Storia
Anche se la ballata, propriamente detta, nacque nel Medioevo, già nell'antichità alcuni suoi modi essenziali (canto, ballo, ecc.) furono testimoniati nelle opere di Omero (Iliade, XVIII, 569-72) e di Virgilio (Eneide, VI, 643).
La ballata è un componimento d'ispirazione per lo più amorosa ed è storicamente collegata agli antichi chori o cantilenae o ballistea che erano ancora diffusi presso i romani ai tempi della dominazione barbarica.
La prima forma della ballata è detta zagialesca (da zejel o zajal) e consisteva in un componimento di origine arabico-ispanico che seguiva una metrica molto semplice (aaax) in seguito adottata nelle laudi, come nella lauda di Jacopone da Todi intitolata "Donna de Paradiso".
Secondo alcuni studiosi, come Aurelio Roncaglia"La lauda, sotto forma di ballata, non avrebbe origine dalla canzone a ballo di carattere profano ma dalla strofa zagialesca"
La ballata antica veniva in origine accompagnata non solo dalla musica ma anche dai danzatori, come ad esempio dai gitani. L'etimologia è incerta anche se la maggior parte degli studiosi propende per il termine provenzale dansa. La composizione metrica della ballata è tipicamente italiana e le sue origini sono da ricercare a Firenze e a Bologna dove fa la sua comparsa intorno alla metà del XIII secolo per poi essere perfezionata dallo Stilnovismo e da Francesco Petrarca.
Essa non venne mai usata dai siciliani e fu invece utilizzata sia da Guittone d'Arezzo, dichiarato l'inventore della ballata "sacra" basata sullo schema a (a) b, a (a) b, bc (c) d, e ripresa f (f) d, sia da Jacopone da Todi come metro della lauda. Di Guittone d'Arezzo nota è la lauda dedicata a San Domenico.
Nel Quattrocento ebbe il suo momento di maggiore splendore, quando si prestava anche ad altri componimenti poetici, come la canzonetta, il caribo, la frottola musicale, la lauda e il rondò.
Già nel Cinquecento la ballata si staccò dal canto e dal ballo e questo evento comportò alcune alterazioni strutturali.
Nell'Ottocento e nei primi del Novecento ritornò in auge, grazie alla rievocazione metrica eseguita da alcuni poeti, quali Giosuè Carducci, Giovanni Pascoli e Gabriele D'Annunzio.
Gli esempi più significativi di ballata si possono trovare in Guido Cavalcanti (Perché io  non spero di tornar giamai, In un boschetto trovà pasturella).
È da sottolineare come la ballata in Francia seguì una evoluzione e regole strutturali diverse rispetto all'Italia.

## Classificazione delle ballate
Generalmente le ballate europee sono state classificate in tre gruppi principali: tradizionali, di strada e letterarie. In America una distinzione viene tracciata tra le ballate che sono una versione europea, in particolare canzoni inglesi e irlandesi, e le "ballate originali americane", che si sono sviluppate senza riferimento a canzoni precedenti. Un ulteriore sviluppo ci fu con l'evoluzione delle ballate blues, nelle quali veniva mischiato il genere con la musica Afro-americana. Alla fine del diciannovesimo secolo l'industria editoriale della musica trovò mercato per quelle che vengono definite le ballate sentimentali, e queste sono le origini dell'uso moderno del termine ballata per indicare una canzone d'amore lenta.

## Le ballate tradizionali
La ballata tradizionale, classica o popolare (che significa del popolo) trova le sue origini con i menestrelli nomadi alla fine del Medioevo europeo. Dalla fine del quindicesimo secolo abbiamo stampato le ballate che richiamano la ricca tradizione di musica popolare. Sappiamo da un riferimento nel "Piers Plowman" di William Langland, che le ballate su Robin Hood venivano cantate almeno dalla fine del quattordicesimo secolo e il materiale dettagliato più antico che abbiamo è la collezione delle ballate di Robin Hood di Wynkyn de Worde stampate intorno al 1495.
Le prime collezioni di ballate inglesi sono state prodotte da Samuel Pepys (1633-1703) e nelle "Roxburge ballads" raccolte da Robert Harley, il primo conte di Oxford e Mortimer (1661-1724). nel diciottesimo secolo ci fu un incremento di raccolte come queste, incluse quella di Thomas D'Urfey "Wit and Mirth: or, Pills to Purge Melancholy" (1719-1720) e quella del vescovo Thomas Percy "Reliques of Ancient English Poetry" (1765). Quest'ultimo conteneva anche del materiale orale e prima della fine del diciottesimo secolo ciò stava diventando sempre più comune, con le collezioni che comprendevano "The Bishopric Garland" di John Ritson (1784), le quali furono analoghe al lavoro di persone come Robert Burns e di Walter Scott in Scozia.
L'opera chiave sulla ballata tradizionale fu interpretata alla fine del diciannovesimo secolo in Danimarca da Svend Grundtvig e in Inghilterra e in Scozia dal professore di Harvard Francis James Child. Essi tentarono di registrare e classificare tutte le ballate conosciute e le varianti nelle regioni scelte. Da quando Child è morto prima di scrivere un commento sul lavoro è rimasto in dubbio come e perché egli abbia esattamente distinto le 305 ballate stampate che sarebbero state pubblicate "The English and Scottish Popular Ballads" (Le ballate popolari inglesi e scozzesi). Ci sono stati molti tentativi diversi e contraddittori di classificare le ballate tradizionali in base al tema, ma comunemente quelle identificate sono di tipo religioso, soprannaturale, tragico, d'amore, storico, leggendario e umoristico.

## Ballate di strada
Le ballate di strada (anche conosciute come "da volantin"," da bancarella", "per la plebe", " o "per tutti") erano il prodotto dello sviluppo della stampa economica nel XVI secolo.
Erano generalmente stampate su un pezzo di carta grande o di media grandezza di scarsa qualità.
All'apice della prima metà del XVII secolo, erano stampate in lettere nere o in carattere gotico e includevano molte immagini appariscenti, un tono popolare e un'allettante poesia.
Entro il XVIII secolo furono stampate in lettere bianche o in carattere romano e spesso senza molte decorazioni (e senza un tono popolare). Queste ultime ballate potevano includere alcune canzoni personali che venivano separate e vendute individualmente come "canzoni su un foglio". 
Altrimenti, potevano essere riunite per creare piccoli libri economici che spesso attingevano alle ballate storiche.
Erano prodotte in gran numero con oltre quarantamila copie vendute in Inghilterra annualmente dal 1660. Tessa Watt stima che il numero di copie vendute fosse attorno ai milioni. Alcune furono vendute da venditori ambulanti nelle strade di città o nelle fiere. L'argomento principale variava da ciò che è stato definito come ballata tradizionale, nonostante molte ballate tradizionali furono stampate come "ballate di strada". Tra gli argomenti c'era l'amore, la religione, le canzoni di taverna, le leggende e i primi articoli di giornale, che includevano i disastri, gli eventi politici, le meraviglie e i prodigi.

## Ballate letterarie
Le ballate letterarie o liriche derivano da un crescente interesse nella ballata tra l'élite sociali e intellettuali, particolarmente nel movimento del Romanticismo nel XVIII secolo.
Rispettate icone della letteratura, come Robert Burns e Sir Walter Scott in Scozia collezionarono e scrissero le loro stesse ballate, usando la struttura delle ballate per creare un prodotto artistico. Analogamente in Inghilterra, William Wordsworth e Samuel Taylor Coleridge produssero una collezione di Lyrical Ballads nel 1798 che includeva The Rime of the Ancient Mariner di Coleridge. Allo stesso tempo in Germania, Goethe cooperò con Schiller su una serie di ballate, alcune delle quali furono poi messe in musica da Schubert.
In seguito importanti esempi della forma poetica della ballata inclusero Barrack Room Ballads di Rudyard Kipling (1892-1896) e The Ballad of Reading Gaol di Oscar Wilde (1897).

## Struttura
Dovendo accompagnare il canto ed il ballo tondo, la ballata possedeva le sue proprie regole ritmiche:
era composta, quindi, da un ritornello di introduzione, seguito da una o più strofe, chiamate stanze cantate dal solista, e da un ritornello, detto ripresa, (lat. responsorium) che veniva ripetuto dopo ogni stanza e cantato da un coro. La stanza stessa richiamava il ritornello (ripresa) con la sua rima finale.
La stanza della ballata, nel suo schema tipico italiano, comprende due parti. La prima parte è divisa in due piedi o mutazioni con un numero di versi uguali e uguale tipo di rima, mentre la seconda parte, chiamata volta, si lega ai piedi con la sua prima rima e alla ripresa con la sua ultima rima, grazie ad una struttura metrica uguale a quella della ripresa, come si può vedere nello schema:
A B B A (Ritornello) - C D C D (Piede) D E E A (volta) - A B B A (ritornello) ecc. ecc.
Gli endecasillabi misti a settenari sono i versi maggiormente usati nella ballata e le rime possono essere disposte in modo differente con la regola che l'ultimo verso della volta faccia rima con l'ultimo verso della ripresa.
Il ballo tondo si effettuava con un intero giro di danza verso destra durante il ritornello-ripresa seguito da un mezzo giro a sinistra.

## Tipologia
La ballata viene suddivisa in almeno sei categorie:
- grande se la ripresa è formata da quattro versi, del tipo  (xy.yx | ab.ab bc.cx + xy.yx)
- mezzana se la ripresa ha tre versi o quattro(non tutti endecasillabi), seguendo la struttura (yxx  | ab.ab. bxx  + yxx)
- minore se la ripresa ha due versi, come nel caso (xx  | ab.ab bx + xx)
- piccola se la ripresa è costituita da un verso endecasillabo  (x | ab.ab x  + x)
- minima se ha un verso unico, quinario, settenario, ottonario  (x | a.a x  + x)
- stravagante quando la ripresa è costituita da più di quattro versi

Si parla anche di ballatella per indicare ballate brevi e versi corti.